# MPU-401

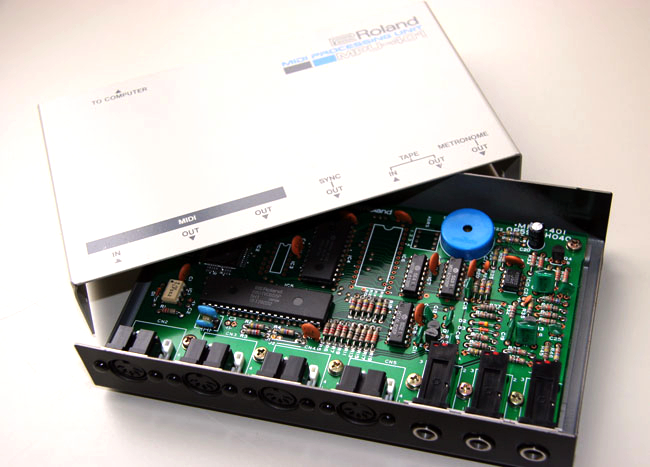
롤랜드 MPU-401

MPU-401의 MPU는 미디 처리 장치(MIDI Processing Unit)를 가리키며 한때는 중요하게 여겨졌으나 개인용 컴퓨터의 미디 인터페이스에는 더 이상 쓰이지 않고 있다. 미디 표준을 공동으로 제작한 롤랜드사가 개발하였다.

## 디자인
1984년 즈음에 공개된 맨 처음의 MPU-401은 바깥에 꺼내져 있는 상자였는데 미디 인/미디 아웃/미디 스루/테이프 인/테이프 아웃/미디 싱크 커넥터를 제공하였고, 컴퓨터 시스템에 삽입할 수 있는 인터페이스 카드/카트리지("MPU-401 인터페이스 키트")를 분리해서 판매하였다. 이러한 설치 환경에서, 다음의 "인터페이스 키트"가 제작되었다:
- MIF-APL: 애플 II용.
- MIF-C64: 코모도어 64용.
- MIF-FM7: 후지쯔 FM7용.
- MIF-IPC: IBM PC/IBM XT/IBM AT용.
- MIF-MSX: MSX용.
- MIF-PC8: NEC PC-88용.
- MIF-PC98: NEC PC-98용.
- MIF-X1: 샤프 X1용.

MPU-401N은 외장 인터페이스로, NEC PC-98 시리즈의 노트북 컴퓨터를 위해 특별히 제작된 것이다. 이 외장(breakout) 장치는 특별한 컴퓨터 입력 포트를 제공하여 컴퓨터의 110 핀 확장 버스와의 직접적인 연결을 지원한다. 메트로놈 아웃 커넥터가 추가되었다. (일본에서만)

## 변형 제품
나중에, 롤랜드는 외장 상자에서 찾을 수 있는 전자 기기 대부분을 인터페이스 카드 자체에 심어 놓았으며, 이에 따라 외장 상자의 크기를 줄일 수 있었다. 제품들은 이러한 방식으로 공개되었다:
- MPU-IPC: IBM PC/IBM XT/IBM AT 및 호환(8 비트 ISA)용. 9개의 핀만 사용되긴 하지만, 외부 상자를 위해 25핀 암 커넥터가 제공되었다.
- MPU-IPC-T: IBM PC/IBM XT/IBM AT 및 호환(8 비트 ISA)용. 미디 싱크(MIDI SYNC) 커넥터가 타이완 제조 모델에서 제거되었으며 이전에 하드웨어로 코딩된 입출력 주소와 IRQ는 점퍼를 통해 다른 값으로 지정할 수 있었다.
- MPU-IMC: IBM PS/2의 마이크로 채널 아키텍처 버스용. 초기의 모델의 경우 입출력 주소와 IRQ가 하드웨어로 코딩되었는데, 나중에 나온 모델들은 IRQ를 점퍼로 지정할 수 있다.  외장 상자를 위해 9핀 암 커넥터.
- S-MPU/AT (슈퍼 MPU): IBM AT 및 호환(16 비트 ISA)용. 외장 상자를 위해 미니 DIN 암 커넥터가 제공되었다. 미디 싱크, 테이프 온, 테이프 아웃, 메트로놈 아웃 커넥터가 제거되었지만 두 번째 미디 인 커넥터가 추가되었다.
- S-MPU-IIAT (슈퍼 MPU II): IBM 또는 호환 플러그앤 플레이 PC(16 비트 ISA)용. 외장 상자를 위해 미니 DIN 암 커넥터가 제공되었다. 다만 하나의 미디 인과 하나의 미디 아웃 커넥터만 제공되었다.

- LAPC-I: IBM PC 및 호환용. 롤랜드 CM-32L 사운드 소스가 포함되어 있다. 이 카드를 위한 외장 상자인 MCB-1가 따로 판매되었다.

- LAPC-N: NEC PC-98용. 롤랜드 CM-32L 사운드 소스가 포함되어 있다.

- RAP-10: IBM AT 및 호환(16 비트 ISA)용. 일반 미디 사운드 소스만 쓸 수 있다. MPU-401 UART 모드만 쓸 수 있다. 이 카드를 위한 외장 상자인 MCB-10가 따로 판매되었다.

- SCP-55: IBM 및 호환 랩탑(PCMCIA)용. 롤랜드 SC-55 사운드 소스가 포함되어 있다. 이 카드를 위한 외장 상자인 MCB-3가 따로 판매되었다.

그러나 나중에 롤랜드는 외장 상자를 완전히 제거하고 모든 커넥터들을 인터페이스 카드 뒷쪽에 추가시켰다. 제품들은 다음의 방식으로 공개되었다:
- MPU-APL: 애플 II 시리즈용. MIF-APL 인터페이스와 MPU-401이 결합된 단일의 카드이며, 미디 인/아웃, 및 싱크 커넥터의 기능을 제공한다.
- MPU-401/AT: IBM AT 및 호환용. 웨이브테이블 도터보드(역자 주: 메인보드에 삽입되는 회로판)를 위한 커넥터가 포함되어 있다.
- MPU-PC98: NEC PC-98용.
- MPU-PC98II: NEC PC-98용.
- S-MPU/PC (슈퍼 MPU PC-98): NEC PC-98용.
- S-MPU/2N (슈퍼 MPU II N): NEC PC-98용.
- SCC-1: IBM PC 및 호환용. 롤랜드 SC-55 사운드 소스가 포함되어 있다.

## 모드
MPU-401은 두 가지 모드로 동작한다.:일반 모드, UART 모드.  "일반 모드"는 호스트 시스템에 8 트랙의 시퀀서, 미디 클럭 출력, 싱크 24 신호 출력, 테이프 싱크, 그리고 메트로놈을 제공한다. 이러한 기능들 덕분에 "인텔리전트 모드"(역자 주: 굳이 옮기자면 똑똑한 방식)라고 불리게 된다. 이것을 UART 모드와 비교하면, MPU-401을 제한하여 입출력 미디 데이터 바이트를 단순히 일련화시킬 수 있다.
컴퓨터가 더욱 강력해짐에 따라, 새로 나온 호스트 운영 체제의 소프트웨어에 추가된 기능이 더욱 효과적으로 동작하기 때문에 "인텔리전트 모드"에서 제공되는 기능들은 많이 사라져갔다. 이에 따라, UART 모드가 운영 상 대부분을 차지하게 되었다. UART 모드와 같은 방식들은 "인텔리전트 모드"와 완전히 호환되지 않는다.

## 인터페이스
현재의 미디 세상의 흐름은 USB 인터페이스, 곧 USB to MIDI 컨버터를 사용하는 것이다. 이리하여 저만의 USB 포트가 없는 음악 주변 기기들을 운영할 수 있다. 자주 주변 기기들은 USB를 통해 미디 입력을 받아들이고 전통적인 DIN 커넥터로 입력을 제공할 수 있다. MPU-401은 윈도우 비스타에서 더 이상 지원하지 않지만 리눅스와 맥 오에스 텐에서는 지원한다.

## 참조
- 'Card Times' - Sound on Sound magazine, Nov 1996